# Породична ствар
Породична ствар (енгл. A Family Affair) америчка је романтична комедија из 2024. Режију потпсиује Ричард Лагравенес, по сценарију Кари Соломон. Главне улоге тумаче Никол Кидман, Зак Ефрон, Џои Кинг и Кети Бејтс.
Приказан је 28. јуна 2024. преко платформе Netflix.

## Радња
Зара, млада жена која ради као лична помоћница холивудске звезде Криса Кола, открива да је њен шеф у тајној љубавној вези са њеном мајком удовицом.

## Улоге
| Глумац       | Улога       |
| ------------ | ----------- |
| Никол Кидман | Брук Харвуд |
| Зак Ефрон    | Крис Кол    |
| Џои Кинг     | Зара Форд   |
| Лајза Коши   | Јуџин       |
| Кети Бејтс   | Лејла Форд  |